# Список эпизодов телесериала «Побег»
Список эпизодов американского телесериала «Побег», выходившего на телеканале Fox с 29 августа 2005 года по 15 мая 2009 года. В 2017 году вышло продолжение сериала.

## Обзор сезонов
| Сезон | Сезон | Эпизоды | Оригинальная дата показа | Оригинальная дата показа |
| Сезон | Сезон | Эпизоды | Премьера сезона          | Финал сезона             |
| ----- | ----- | ------- | ------------------------ | ------------------------ |
|       | 1     | 22      | 29 августа 2005          | 15 мая 2006              |
|       | 2     | 22      | 21 августа 2006          | 2 апреля 2007            |
|       | 3     | 13      | 17 сентября 2007         | 18 февраля 2008          |
|       | 4     | 24      | 1 сентября 2008          | 15 мая 2009              |
|       | 5     | 9       | 4 апреля 2017            | 30 мая 2017              |

## Список серий

### Сезон 1 (2005—2006)
| № общий | № в сезоне | Название                                                                       | Режиссёр                | Автор сценария                                               | Дата премьеры    | Произв. код | Зрители в США (млн) |
| --- | ---------- | ------------------------------------------------------------------------------ | ----------------------- | ------------------------------------------------------------ | ---------------- | ----------- | ------------------- |
| 1 | 1          | «Pilot» «Пилот»                                                                | Бретт Ратнер            | Пол Шойринг                                                  | 29 августа 2005  | 1AKJ79      | 10.51               |
| Полиция ловит Майкла Скофилда на месте преступления. За попытку ограбления банка он попадает в тюрьму «Фокс Ривер». |            |                                                                                |                         |                                                              |                  |             |                     |
| 2 | 2          | «Allen» «Аллен»                                                                | Майкл В. Уоткинс        | Пол Шойринг                                                  | 29 августа 2005  | 1AKJ01      | 10.51               |
| Вероника Донован узнает о планах Майкла по спасению брата. Она пытается найти доказательства непричастности Линкольна к убийству Терренса Стедмана. Майкл ищет на тюремном дворе болт — первую деталь в его плане побега. |            |                                                                                |                         |                                                              |                  |             |                     |
| 3 | 3          | «Cell Test» «Проверка»                                                         | Брэд Тёрнер             | Майкл Павоне                                                 | 5 сентября 2005  | 1AKJ02      | 8.49                |
| Майкл устраивает проверку, чтобы узнать умеет ли его сокамерник Сукре хранить секреты. Ти-Бэг планирует месть. |            |                                                                                |                         |                                                              |                  |             |                     |
| 4 | 4          | «Cute Poison» «Хитрый яд»                                                      | Мэтт Эрл Бисли          | Мэтт Олмстед                                                 | 12 сентября 2005 | 1AKJ03      | 9.15                |
| В камере Майкла появляется новый сокамерник — Псих Патошик. Но Сукре, узнавший о том, что его невеста собралась замуж за другого, решает вернуться к Майклу и принять участие в побеге. Майкл готовит едкий химический состав. |            |                                                                                |                         |                                                              |                  |             |                     |
| 5 | 5          | «English, Fitz or Percy» «Инглиш, Фитц или Перси»                              | Рэндалл Зиск            | Зак Эстрин                                                   | 19 сентября 2005 | 1AKJ04      | 7.96                |
| Агент Келлерман пытается устроить перевод Майкла в другую тюрьму. Майкл забирается на крышу тюрьмы, чтобы выяснить по какой из трёх улиц не приедет полиция. |            |                                                                                |                         |                                                              |                  |             |                     |
| 6 | 6          | «Riots, Drills and the Devil (Part 1)» «Беспорядки, сверло и дьявол — часть 1» | Роберт Мандел           | Ник Сантора                                                  | 26 сентября 2005 | 1AKJ05      | 8.55                |
| Майкл ломает систему кондиционирования, чтобы саботировать бунт. Заключённые пытаются взять в заложницы Сару Танкреди. Линкольна пытаются убить. |            |                                                                                |                         |                                                              |                  |             |                     |
| 7 | 7          | «Riots, Drills and the Devil (Part 2)» «Беспорядки, сверло и дьявол — часть 2» | Верн Гиллум             | Карин Ашер                                                   | 3 октября 2005   | 1AKJ06      | 9.48                |
| Сукре и Абруцци сверлят стену, а Майкл отправляется на помощь Саре. Вероника и Ник продолжают расследование. |            |                                                                                |                         |                                                              |                  |             |                     |
| 8 | 8          | «The Old Head» «Старый конь»                                                   | Джейс Александр         | Моника Мэйсер                                                | 24 октября 2005  | 1AKJ07      | 10.12               |
| Майкл узнает, что в тюрьме произошла перепланировка. Чтобы попасть в комнату отдыха охраны, он решает пригласить в группу беглецов Чарльза Весморленда. Нику и Веронике угрожают. |            |                                                                                |                         |                                                              |                  |             |                     |
| 9 | 9          | «Tweener» «Изгой»                                                              | Мэтт Эрл Бисли          | Пол Шойринг                                                  | 31 октября 2005  | 1AKJ08      | 9.01                |
| Абруцци теряет своё место руководителя тюремных работ. Майкл пытается защитить молодого заключённого по прозвищу Изгой. Си Ноут наводит справки о Майкле. |            |                                                                                |                         |                                                              |                  |             |                     |
| 10 | 10         | «Sleight of Hand» «Ловкий трюк»                                                | Дуайт Х. Литтл          | Ник Сантора                                                  | 7 ноября 2005    | 1AKJ09      | 8.06                |
| Тюремные работы снова в руках Абруцци — Майклу удался ловкий трюк. Си-Ноут присоединяется к беглецам. Вероника, Ник и Эл-Джей прячутся от «агентов». |            |                                                                                |                         |                                                              |                  |             |                     |
| 11 | 11         | «And Then There Were 7» «Итак, их было 7»                                      | Хесус Сальвадор Тревино | Зак Эстрин                                                   | 14 ноября 2005   | 1AKJ10      | 9.58                |
| В тюрьме Майкла навещает его жена. Вестморлен решает присоединиться к Майклу. |            |                                                                                |                         |                                                              |                  |             |                     |
| 12 | 12         | «Odd Man Out» «Один из них исчез»                                              | Бобби Рот               | Карин Ашер                                                   | 21 ноября 2005   | 1AKJ11      | 10.08               |
| Майкл понимает, что группа беглецов слишком велика. Он готовит последний этап побега. Абруцци готовится исключить Ти Бэга, но Ти Бэг опережает его. |            |                                                                                |                         |                                                              |                  |             |                     |
| 13 | 13         | «End of the Tunnel» «Конец туннеля»                                            | Сэнфорд Букставер       | Пол Шойринг                                                  | 28 ноября 2005   | 1AKJ12      | 12.18               |
| Все готово для побега, но Майклу теперь нужно вызволить брата, попавшего в одиночную камеру. |            |                                                                                |                         |                                                              |                  |             |                     |
| 14 | 14         | «The Rat» «Крыса»                                                              | Кевин Хукс              | Мэтт Олмстед                                                 | 20 марта 2006    | 1AKJ13      | 9.28                |
| До казни Линкольна остается всего один час. Майкл уговаривает Сару попросить помилование у её отца губернатора и подкладывает в электрический стул крысу. Вероника и Ник собираются эксгумировать тело Стедмана. |            |                                                                                |                         |                                                              |                  |             |                     |
| 15 | 15         | «By the Skin and the Teeth» «Изо всех сил»                                     | Фред Гербер             | Ник Сантора                                                  | 27 марта 2006    | 1AKJ14      | 10.07               |
| Казнь отменена в последнюю секунду из-за новых улик, предоставленных суду. Линкольну кажется, что в камере смертников он видел своего отца. Майкл придумывает новый план. |            |                                                                                |                         |                                                              |                  |             |                     |
| 16 | 16         | «Brother’s Keeper» «Братская забота»                                           | Грег Яйтанс             | Зак Эстрин                                                   | 3 апреля 2006    | 1AKJ15      | 8.10                |
| Эпизод переносит на 3 года ранее заключения Майкла и показывает жизнь некоторых основных персонажей до Фокс Ривер. Идея серии вертится вокруг убийства, приведшего Линкольна к заключению, а также причин, по которым Майкл решил спасти брата. |            |                                                                                |                         |                                                              |                  |             |                     |
| 17 | 17         | «J-Cat» «Нервный срыв»                                                         | Гай Ферленд             | Карин Ашер                                                   | 10 апреля 2006   | 1AKJ16      | 8.12                |
| За отказ от ответа начальнику тюрьмы по поводу ожога, Майкла отправляют в одиночку. Сукрэ должен убедиться, что план побега не был обнаружен. Вероника, Ник и Эл Джей возвращаются в Нью Гларус в поисках информации. Эл Джей решает отомстить Келлерману за убийство матери. |            |                                                                                |                         |                                                              |                  |             |                     |
| 18 | 18         | «Bluff» «Блеф»                                                                 | Джейс Александр         | Ник Сантора и Карин Ашер                                     | 17 апреля 2006   | 1AKJ17      | 8.18                |
| В психиатрическом отделении тюрьмы Майкл пытается восстановить потерянную часть татуировки. Гари выставляет на аукцион пустующую камеру Майкла и Сукре, оставшимся членам команды придётся сделать максимальную ставку, чтобы о плане побега никто не узнал. |            |                                                                                |                         |                                                              |                  |             |                     |
| 19 | 19         | «The Key» «Ключ»                                                               | Сергио Мимика-Геззан    | История: Пол Шойринг Телесценарий: Зак Эстрин и Мэтт Олмстед | 24 апреля 2006   | 1AKJ18      | 8.63                |
| Линкольн спасён отцом из автомобильной аварии, также узнает о причинах, по которым на него повесили убийство Стедмена. Для окончания плана побега Майклу требуется ключ от лазарета, но ему не удаётся украсть его у Сары. Абруцци возвращается в тюрьму. |            |                                                                                |                         |                                                              |                  |             |                     |
| 20 | 20         | «Tonight» «Сегодня ночью»                                                      | Бобби Рот               | Зак Эстрин                                                   | 1 мая 2006       | 1AKJ19      | 8.54                |
| После того как Беллик обнаруживает дыру, команда решает бежать как можно скорее. Без времени и альтернатив Майкл насильно втягивает Сару в план. Изгоя принимают в команду. Вероника обнаруживает улики ведущие в Блэкфут, штат Монтана. |            |                                                                                |                         |                                                              |                  |             |                     |
| 21 | 21         | «Go» «Вперёд!»                                                                 | Дин Уайт                | Мэтт Олмстед                                                 | 8 мая 2006       | 1AKJ20      | 9.13                |
| Майкл предает директора тюрьмы Поупа, заставив выпустить Линкольна из одиночки. Сара стоит перед выбором — помочь Майклу с побегом или нет. Ника принуждают предать Веронику. Команда бежит из тюрьмы. По дороге Манче задерживают, а Чарльз Вестморленд умирает от полученной раны. Перед смертью он говорит Майклу где спрятал свои 5 миллионов. Этот разговор подслушивают Сукрэ, Ти-Бэг, Си-Ноут и Изгой.                                                                              |            |                                                                                |                         |                                                              |                  |             |                     |
| 22 | 22         | «Flight» «Побег»                                                               | Кевин Хукс              | Пол Шойринг                                                  | 15 мая 2006      | 1AKJ21      | 10.24               |
| За стенами тюрьмы Майкл, Линкольн и шестеро других бежавших ведут гонку за свободу с властями, идущими по пятам. Кэролайн была отвергнута Компанией и решает взять все вопросы в свои руки. Вероника приезжает в Монтану и находит главное доказательство невиновности Линкольна. Абруцци отрубает руку Ти-Бэгу, чтоб освободить Майкла. Ти-Бэга бросают на складе. Изгоя и Психа также отшили. Оставшиеся беглецы добираются до аэродрома, но самолёт уже взлетел. Они убегают в темноту. |            |                                                                                |                         |                                                              |                  |             |                     |

### Сезон 2 (2006—2007)
| № общий | № в сезоне | Название                             | Режиссёр             | Автор сценария              | Дата премьеры    | Произв. код | Зрители в США (млн) |
| --- | ---------- | ------------------------------------ | -------------------- | --------------------------- | ---------------- | ----------- | ------------------- |
| 23 | 1          | «Manhunt» «Преследование»            | Кевин Хукс           | Пол Шойринг                 | 21 августа 2006  | 2AKJ01      | 9.37                |
| Агент ФБР Александр Махоун руководит поисками сбежавшей восьмерки и через ТВ объявляет беглецов самыми разыскиваемыми преступниками США. Следуя татуированному плану Майкла, беглецы извлекают из пустой могилы документы и одежду. Беллик и Махоун следуют за ними по пятам, им тоже удалось разгадать следующий шаг Майкла. Сара пришла в себя после передозировки наркотиков, она подозревается в помощи беглецам. Вероника нашла на ранчо в Монтане живого Теренса Стедмана (в убийстве которого обвиняют Линкольна), она вызывает полицию, но приезжают агенты Компании и убивают её. Ти-Бэг находит ветеринара и заставляет его пришить ему отрубленную руку. |            |                                      |                      |                             |                  |             |                     |
| 24 | 2          | «Otis» «Отис»                        | Бобби Рот            | Мэтт Олмстед                | 28 августа 2006  | 2AKJ02      | 9.44                |
| Майкл и Линкольн пытаются освободить Эл-Джея прямо в здании суда, но Махоуну удаётся помешать им. Сукре, Абруцци и Си-Ноут уходят своими дорогами. Беллика выгоняют со службы после показаний Гэри. Директор тюрьмы Поуп в знак протеста подаёт в отставку. Ти-Бэг убивает ветеринара. Тем временем, Изгой присоединяется к студентке колледжа, направляющейся на весенние каникулы в Юту. Беллик находится на грани самоубийства, но узнаёт о назначенной за поимку беглецов награде. Во время преследования Линкольн получает ранение в ногу. |            |                                      |                      |                             |                  |             |                     |
| 25 | 3          | «Scan» «Анализ событий»              | Брайан Спайсер       | Зак Эстрин                  | 4 сентября 2006  | 2AKJ03      | 9.29                |
| Майкл инсценирует собственную смерть и смерть брата, использовав очередной фрагмент своей татуировки и обращается за помощью к своей жене Нике. Сару арестовывают по обвинению в содействии побегу. Сукре, узнав о свадьбе Марикруз с Гектором, мчится домой… и узнает, что свадьба будет в Вегасе. Си-Ноут отправляется на встречу со своей семьёй. Беллик и Гэри отправляются на охоту за беглецами. |            |                                      |                      |                             |                  |             |                     |
| 26 | 4          | «First Down» «Первая жертва»         | Бобби Рот            | Ник Сантора                 | 11 сентября 2006 | 2AKJ04      | 8.96                |
| Беллику и Гэри удаётся поймать Майкла, Линкольна и Нику. Келлерман присматривает за Сарой, которая получает долгожданный звонок. После встречи с семьей, Абруцци решает отомстить Фибонначи, ещё не зная, что его подставили. Махоун хладнокровно убивает Абруцци, как оказавшего сопротивление при аресте. |            |                                      |                      |                             |                  |             |                     |
| 27 | 5          | «Map 1213» «Карта 1213»              | Питер О’Фаллон       | Карин Ашер                  | 18 сентября 2006 | 2AKJ05      | 9.55                |
| Махоун заинтересовался украденными миллионами Д. Б. Купера и пускается в погоню за Майклом и Линкольном в Юту. Сукре едет в Лас-Вегас, чтобы помешать свадьбе Мэрикруз. Братья пытаются раздобыть старый план застройки города, чтобы узнать место нахождение ранчо K&K и натыкаются на Изгоя и Ти-Бэга, которые тоже ищут деньги Вестморленда. Чтобы остаться в «команде», Ти-Бэг съедает карту, оставив её в своей фотографической памяти. |            |                                      |                      |                             |                  |             |                     |
| 28 | 6          | «Subdivision» «Команда»              | Эрик Ланёвилль       | Моника Мэйсер               | 25 сентября 2006 | 2AKJ06      | 8.41                |
| Майкл, Линкольн, Ти-Бэг и Изгой, чтобы проникнуть в дом под которым закопаны деньги Весморланда, представляются рабочими-электриками, посланными устранять аварию. К их «раскопкам» присоединяются неожиданно появившиеся Сукре и Си-Ноут. Махоун отправляется в Юту за беглецами и ему удаётся схватить Изгоя. Отец предупреждает Сару об опасности Келлермана. |            |                                      |                      |                             |                  |             |                     |
| 29 | 7          | «Buried» «Клад»                      | Сергио Мимика-Геззан | Сет Хоффман                 | 2 октября 2006   | 2AKJ07      | 8.99                |
| Линкольн отправляется на встречу со своим сыном Эл-Джеем, которого только что выпустили из под ареста в Аризоне. Остальные беглецы обнаруживают под фундаментом дома пять миллионов. Сукре забирает деньги себе, угрожая оружием. Изгой пытается направить Махоуна по ложному следу. Оставшись наедине с Изгоем, Махоун убивает Изгоя. Кандидатуру отца Сары отзывают с должности вице-президента. Сара находит своего отца (губернатора Танкреди) повешенным в его кабинете. В его карманах она находит ключ. |            |                                      |                      |                             |                  |             |                     |
| 30 | 8          | «Dead Fall» «Капкан»                 | Винсент Мисиано      | Зак Эстрин                  | 23 октября 2006  | 2AKJ08      | 8.53                |
| Оказывается, что отобрать клад у Си-Ноута и Ти-Бэга было идеей Майкла. Сукре и Майкл обнаруживают, что им достался пустой рюкзак. Деньги украл Ти-Бэг. Линкольну удаётся скрыться от преследования вместе с Эл-Джеем. Компания пытается инсценировать самоубийство Сары. |            |                                      |                      |                             |                  |             |                     |
| 31 | 9          | «Unearthed» «Раскопка»               | Кевин Хукс           | Ник Сантора                 | 30 октября 2006  | 2AKJ09      | 8.94                |
| Саре удаётся разгадать ребус из оригами, и она отправляется на встречу с Майклом в Нью-Мехико, но её преследуют Келлерман и Махоун. Майкл встречается с бывшей женой Махоуна, чтобы узнать о судьбе Оскара Шейлза. Линкольна и Эл-Джея арестовывает полиция. Беллик и Гэри ловят и пытают Ти-Бэга. |            |                                      |                      |                             |                  |             |                     |
| 32 | 10         | «Rendezvous» «Место встречи»         | Дуайт Х. Литтл       | Карин Ашер                  | 6 ноября 2006    | 2AKJ10      | 8.63                |
| Майкл и Сара встречаются в условленном месте в Нью-Мехико, а Махоун следит за ними. Линкольна и Эл-Джея освобождают от полиции друзья отца и привозят их к нему. Сукре пытается связаться с Марикруз по телефону. Беллик и Гэри пытками отбирают у Ти-Бэга ключи от ячейки с деньгами. Когда они забирают деньги, Гэри избивает Беллика и убегает с деньгами. Махоун предупреждает Майкла, что будет преследовать его, пока не убьёт, даже в Панаме. |            |                                      |                      |                             |                  |             |                     |
| 33 | 11         | «Bolshoi Booze» «Большой Буз»        | Грег Яйтанс          | Моника Мэйсер и Сет Хоффман | 13 ноября 2006   | 2AKJ11      | 9.21                |
| Майкл встречается с людьми, которые должны помочь ему пересечь границу, в месте, координаты которого были зашифрованы в татуировке «Большой Буз». Ти-Бэгу удаётся сбежать, для этого ему приходится отказаться от левой руки. Келлерман ловит Сару и пытает её, чтобы выяснить что ей передал отец. Махоун разгадывает тайну координат «Большого Буза». Отец рассказывает Линкольну о записи разговора президента, и предлагает присоединиться к заговору против «Компании». Линкольн оставляет Эл-Джея с Джейн (помощницей отца) и едет с отцом к Майклу. Ти-Бэг находит Гэри и убивает его, подставив Беллика. |            |                                      |                      |                             |                  |             |                     |
| 34 | 12         | «Disconnect» «Обрыв связи»           | Карен Гавиола        | Ник Сантора и Карин Ашер    | 20 ноября 2006   | 2AKJ12      | 9.62                |
| Пока Махоун пытается разгадать план Майкла, Майкл встречается с отцом. Саре удается сбежать от Келлермана, ранив его утюгом. Компания приговаривает его к смерти. Беллика обвиняют в убийстве Гэри, зарезанного Ти-Бэгом. Жену Си-Ноута арестовывают за помощь беглому преступнику. Махоуни смертельно ранит отца братьев, перед смертью тот направляет их на поиски Сары, у которой должна быть запись разговора президента. Братья решают начать борьбу против «Компании». Сукре улетает в Панаму один. |            |                                      |                      |                             |                  |             |                     |
| 35 | 13         | «The Killing Box» «Между двух огней» | Бобби Рот            | Зак Эстрин                  | 27 ноября 2006   | 2AKJ13      | 9.62                |
| Махоун догоняет братьев и врезается в их машину. В этот момент появляются пограничники и арестовывают братьев, помешав Махоуни убить их. Ти-Бэг продолжает поиски Сьюзи Холлэндер. Беллик возвращается в тюрьму Фокс Ривер как заключённый. Сукре и пилот прыгают из самолёта с парашютом над территорией Мексики. Махоун получает приказ убрать братьев любой ценой. Келлерман, оставшись «за бортом», решается на игру против «Компании», для чего устраивает побег Линкольна и Майкла во время их транспортировки в Фокс Ривер и предлагает им сотрудничать. |            |                                      |                      |                             |                  |             |                     |
| 36 | 14         | «John Doe» «Неопознанный труп»       | Кевин Хукс           | Мэтт Олмстед и Ник Сантора  | 22 января 2007   | 2AKJ14      | 9.86                |
| Майкл, Линкольн и Келлерман приезжают в Монтану и находят там Терренса Стедмана. В Фокс Ривер заключённые третируют Беллика. Си-Ноут продолжает своё путешествие с дочерью. Майкл звонит в новостной канал и сообщает своё местонахождение. В ожидании приезда полиции и репортёров у Стедмана сдают нервы и он совершает самоубийство. Теперь он — неопознанный труп, а братья лишились самого главного козыря в этой партии. Ти-Бэг наконец-то находит любовь своей жизни — Сьюзи Холлэндер, но та совершенно не рада его видеть. |            |                                      |                      |                             |                  |             |                     |
| 37 | 15         | «The Message» «Послание»             | Бобби Рот            | Зак Эстрин и Карин Ашер     | 29 января 2007   | 2AKJ15      | 9.90                |
| Майкл, Линкольн и Келлерман похищают оператора канала новостей и с его помощью записывают и предают на телевидение обращение, где говорят о своей невиновности и о преступлениях «Компании». В этом обращении Майкл зашифровывает послание для Сары. Беллик попадает в лазарет после ночного избиения. Махоун приезжает в Фокс Ривер к Бэллику и просит помочь с расшифровкой послания. Двое несовершеннолетних подростков просят Психа купить им пива в ближайшем магазине, а Сукре угоняет машину, чтобы добраться до Мэрикруз. Псих убивает отца одного из подростков. Сара расшифровывает послание Майкла. Понимая, что она не успеет приехать на место встречи вовремя, Сара связывается с Майклом по телефону. |            |                                      |                      |                             |                  |             |                     |
| 38 | 16         | «Chicago» «Чикаго»                   | Джесси Бочко         | Мэтт Олмстед и Ник Сантора  | 5 февраля 2007   | 2AKJ16      | 10.12               |
| Сара встречается с братьями. Её ждет сюрприз в лице Келлермана. Майкл, Сара, Линкольн и Келлерман направляются в Чикаго. По дороге Сара не справляется с эмоциями и делает попытку убить Келлермана. Ти-Бэг держит Сьюзи и её детей в заложниках. Си-Ноут с дочерью становятся свидетелями ограбления в придорожном кафе, им чудом удается избежать встречи с полицией. Бил Ким пытается манипулировать Келлерманом, играя на его личной привязанности к президенту Рейнолдс. Махоун вытаскивает Бэллика из тюрьмы, чтобы тот помог ему найти всех оставшихся беглецов и сделать «грязную работу». Бэллик находит Психа и загоняет его в угол. Приехавший Махоун подговаривает Психа совершить самоубийство. Сара и Майкл признаются в любви друг другу. |            |                                      |                      |                             |                  |             |                     |
| 39 | 17         | «Bad Blood» «Никчемный род»          | Нельсон Маккормик    | Пол Шойринг и Карин Ашер    | 19 февраля 2007  | 2AKJ17      | 9.55                |
| Ти-Бэг вместе с Сьюзен и её детьми едет в дом своего детства. Он мечтает обрести семью и начать новую счастливую жизнь, но его мечтам не суждено сбыться. Майкл и Сара обращаются за помощью к Генри Поупу — бывшему начальнику тюрьмы Фокс Ривер. Они просят его помочь получить то, что оставил Саре её отец перед смертью. В их планы вмешивается вездесущий Бил Ким, который задерживает Поупа с «посылкой». Братья перехватывают Поупа, заодно они освобождаются от «опеки» Келлермана. Си-Ноут, с больной дочерью на руках, в отчаянии решает сдаться. Он заключает сделку с Махоуном — в обмен на свободу жены и надлежащий медицинский уход за дочерью он обязуется помочь найти Майкла и Линкольна. Сукре наконец-то встречается с Марикруз. |            |                                      |                      |                             |                  |             |                     |
| 40 | 18         | «Wash» «Очищение»                    | Бобби Рот            | Ник Сантора                 | 26 февраля 2007  | 2AKJ18      | 9.42                |
| Линкольн, Майкл и Сара прослушивают запись, которую оставил Саре отец перед смертью. Линкольн узнает номер бывшего заместителя генерального прокурора Купера Грина. Он всегда был союзником отца братьев. Майкл назначает встречу с ним в парке. Братья решают отдать запись ему, они ещё не знают, что секретарша соединила их с человеком «Компании». Махоун получает приказ избавиться от Си-Ноута, а Беллик добывает информацию о возможном местонахождении Сукрэ и отправляется в Мексику на его поиски. Сукрэ приезжает к своей тёте вместе с Марикруз. Ти-Бэг приходит к психотерапевту, очень похожему на него внешне, рассказывает ему историю своей жизни и убивает. Майкл проверяет человека, пришедшего на встречу с ним и понимает, что это не Купер Грин. В это время Сара идёт на могилу отца и встречает там его бывшего помощника Брюса, которого она подозревала в предательстве. Вместе они идут в офис и встречаются с настоящим Купером Грином. В номере гостиницы он изучает запись и говорит, что это копия и точную дату разговора установить нельзя. В суде запись будет бесполезна. Братья решают шантажировать записью президента Рейнолдс, чтобы получить президентское помилование. Махоун вычисляет место, откуда Линкольн следил за встречей в парке, и он устремляется в гостиницу. Келлерман готовится совершить покушение на президента Рейнолдс. Ти-Бэг по документам психотерапевта летит в Мексику в том же самолёте, что и Беллик. А тем временем, доведённый до отчаяния Си-Ноут в тюремной камере встает на кровать, надевает петлю на шею и делает шаг вперёд… |            |                                      |                      |                             |                  |             |                     |
| 41 | 19         | «Sweet Caroline» «Милая Кэролайн»    | Дуайт Х. Литтл       | Карин Ашер                  | 5 марта 2007     | 2AKJ19      | 9.72                |
| Президент Рейнолдс готовится к выступлению в Чикаго. В толпе фанатов Майкл передает ей записку, в которой сообщает, что нашёл «запись». Тем временем Линкольн через своего старого друга достаёт для них билеты на грузовое судно до Панамы. Майкл даёт поймать себя людям президента и идёт с ней на переговоры. Беллик находит Сукре и собирается сдать его властям за вознаграждение. Сукре говорит, что видел по телевизору Ти-Бэга и знает, где искать его и деньги Вестморленда. Беллик, под угрозой расправы над Марикруз, заставляет Сукре отправится с ним на поиски Ти-Бэга. Прослушав запись, Рейнольдс идёт на соглашение и обещает дать официальное помилование братьям, если они не обнародуют её. Майкла отпускают. Агент Ким тоже начинает шантажировать Кэролайн, с целью не допустить амнистии. Рейнолдс оказывается меж двух огней, и принимает мудрое решение — уйти в отставку. «Запись» теперь оказывается бесполезной. |            |                                      |                      |                             |                  |             |                     |
| 42 | 20         | «Panama» «Панама»                    | Винсент Мисиано      | Зак Эстрин                  | 19 марта 2007    | 2AKJ20      | 8.40                |
| Сара сдается ФБР, чтобы позволить Линкольну и Майклу скрыться в Панаме. Си-Ноут жив. Он соглашается дать показания в деле против Махоуна. Статус последнего в ФБР резко меняется. Ким предлагает Махоуну последний вариант спасения его карьеры и жизни — отправится в Панаму на поиски братьев и вовлечь их в новый план «Компании», который не предполагает смерти братьев, так как для него нужны все «действующие лица». Ти-Бэга ловит полиция, и по приказу «Компании» он отправляется в Панаму. Беллик и Сукре идут по его следу. Махоун связывается с Майклом через форум europeangoldfinch.net, притворившись Сукре, и предлагает приехать в отель в столице Панамы, в котором уже поселился Ти-Бэг. Майкл поддаётся на уловку. Он бросает Линкольна одного и отправляется в Панама-Сити с целью поймать Ти-Бэга и сдать его властям, чтобы хотя бы частично очистить свою совесть. |            |                                      |                      |                             |                  |             |                     |
| 43 | 21         | «Fin Del Camino» «Конец пути»        | Бобби Рот            | Мэтт Олмстед и Сет Хоффман  | 26 марта 2007    | 2AKJ21      | 8.24                |
| В США над Сарой Танкреди идет суд. Её обвиняют в помощи организации побега и содействии беглым преступникам. Саре грозит 12 лет в тюрьме строго режима. Пол Келлерман тщательно готовится к самоубийству, но его пистолет даёт осечку. Он принимает неожиданное решение дать показания по делу Сары. Сара и Линкольн полностью оправданы. Сару освобождаю в зале суда, а Келлермана берут под стражу. А тем временем в Панама-Сити Майкл сталкивается с Белликом и Сукре, а затем замечает наблюдающих за отелем агентов. Махоун присоединяется к преследованию Ти-Бэга, но на него нападает Линкольн. В завязавшейся драке Махоуну удаётся победить и он приковывает Бэроуза наручниками к трубе. Ти-Бэг действует по плану «Компании» и заманивает Майкла в ловушку. Приехавшая полиция арестовывает Бэллика, а Ти-Бэгу удается скрыться. Майкл и Сукре следуют за ним. Им удаётся поймать Ти-Бэга, но по дороге в полицию, в машине, Ти-Бэг втыкает Сукре отвёртку в плечо и автомобиль переворачивается. Майкл вызывает скорую помощь для Сукре, а сам спешит в лес за Ти-Бэгом. В заброшенном доме между Майклом и Ти-Бэгом происходит схватка. Майкл одерживает верх и скрывается с пятью миллионами в рюкзаке. Ти-Бэга арестовывает полиция. Махоун звонит Майклу и предлагает сделку — 5 миллионов и яхту в обмен на Линкольна. Майкл должен сделать непростой выбор. |            |                                      |                      |                             |                  |             |                     |
| 44 | 22         | «Sona» «Сона»                        | Кевин Хукс           | Пол Шойринг                 | 2 апреля 2007    | 2AKJ22      | 8.12                |
| Майклу удается вытащить Линкольна из рук Махоуна и подставить его. Махоуна обвиняют в контрабанде наркотиков, что по панамским законам очень серьёзное преступление. Сукре сбегает из больницы, чтобы найти Беллика и узнать, где тот держит Марикруз, но по дороге он теряет сознание и падает на асфальте, истекая кровью. Келлермана перевозят в тюрьму, по дороге водитель останавливается и заднюю дверь микроавтобуса распахивают люди в масках. Слышны выстрелы, но судьба Келлермана не ясна. Майкл и Линкольн встречаются с приехавшей в Панаму Сарой и втроём готовятся уплыть подальше из этих мест, но появляется агент Ким и рушит хэппи-энд всей истории, который был так близок. Ким скидывает рюкзак с пятью миллионами в воду и, целясь в Линкольна, говорит, что «Компания» нуждается только в одном из братьев. Сара стреляет в Кима. В этот момент приезжает полиция. Линкольну удается сбежать. Не видя другого выхода из ситуации, Майкл берет вину Сары на себя и отправляется в тюрьму. Линкольн теряет след Сары. Майкла и Махоуна привозят в самую гадкую тюрьму Панамы «Сона». В коридоре Майкл натыкается на избитого до полусмерти Беллика. Тем временем в США представители «Компании» ведут разговор о том, что побег Майкла из «Соны» — это как раз то, что им теперь нужно. |            |                                      |                      |                             |                  |             |                     |

### Сезон 3 (2007—2008)
| № общий | № в сезоне | Название                                 | Режиссёр          | Автор сценария               | Дата премьеры    | Произв. код | Зрители в США (млн) |
| --- | ---------- | ---------------------------------------- | ----------------- | ---------------------------- | ---------------- | ----------- | ------------------- |
| 45 | 1          | «Orientación» «Знакомство»               | Кевин Хукс        | Пол Шойринг                  | 17 сентября 2007 | 3AKJ01      | 7.51                |
| Майкл, Ти-Бэг, Беллик и Махоун заключены в тюрьму «Сона». Линкольн пытается придумать, как помочь брату. Сьюзан Би, представительница «Компании» заключает с Линкольном договор, что Майкл поможет Уистлеру бежать из тюрьмы. При этом шантажирует его видеозаписью, из которой видно, что Сара и Эл-Джей у них в заложниках. Махоун хочет стать другом Майкла и в подстроенном бою помогает Майклу избежать смерти от удара ножом в спину. Беллик драит сортиры и в подвальном помещении, куда выносят мусор, через стену знакомится с незнакомцем, который за еду просит передать его записку Майклу. Ти-Бэг становится помощником Лечеро, неофициального тюремного короля. |            |                                          |                   |                              |                  |             |                     |
| 46 | 2          | «Fire/Water» «Огонь и вода»              | Бобби Рот         | Мэтт Олмстед                 | 24 сентября 2007 | 3AKJ02      | 7.41                |
| Майкл спускается в канализацию и обнаруживает за стеной Уистлера. Говорит, что поможет ему бежать из Соны. Сукрэ приходит в «Сону» и угрожая Беллеку, пытается выяснить, где его Марикруз. Махоуни тоже обнаруживает Уинстлера. Заключённые бунтуют из-за нехватки воды. И Майкл дает им воду, взорвав водопровод. Махоуни выводит из подземелья Уистлера. Лечеро отдает Уистлера Майклу, потому что тот дал заключённым воду, тем самым оставив Лечеро на должности короля Соны. Девушка Уистлера в ячейке банка забирает книгу для него. Но на улице её поджидает Линк и вырывает у неё сумку. |            |                                          |                   |                              |                  |             |                     |
| 47 | 3          | «Call Waiting» «В ожидании звонка»       | Милан Чейлов      | Зак Эстрин                   | 1 октября 2007   | 3AKJ03      | 7.29                |
| К Майклу приходит Линк. Показывает фотографию Сары. На ней она держит газету так, что её пальцы как бы указывают на статью, в которой идет речь о городе Санта-Рита. Братья предполагают, что таким образом Сара указала на город, где их держат в заложниках. Майкл пытается выяснить, кто на самом деле Уистлер и что «Компании» нужно от него. Взамен на молчание о преступлениях Ти Бэга Майкл получает доступ к мобильнику Лечеро. Адвокат Махоуни сообщает ему, что суд над ним состоится только через год! Воспользовавшись мобильником Лечеро, Майкл едва успевает положить его обратно на базу. Линк тем временем в городе ищет памятники со Святой Ритой, покровительницей отчаявшихся, о которой намеками дала понять Майклу Сара в телефонном разговоре. Сара замечает через окно Линка, снимает одну туфлю и кидает её, разбивая окно. Сару и Элджея успевают посадить их в фургон и увезти в другое место. Линк снова приходит к Майклу и говорит, что освободить Сару и Элджея ему не удалось. Уистлер рассказывает Майклу, что однажды в море он выходил с одним человеком, который брал пробы воды. Через несколько месяцев Уистлеру позвонили и спросили, где этот человек брал пробы. Уистлер сказал, что не помнит. Тогда ему подстроили драку в баре и посадили в «Сону». А в той книге, которая сейчас у Майкла, координаты и ориентиры маршрута. Ти Бэг подставляет окружение Лечеро, сообщая боссу, что они готовят против него заговор. |            |                                          |                   |                              |                  |             |                     |
| 48 | 4          | «Good Fences» «Лазейка»                  | Майкл Свитцер     | Ник Сантора                  | 8 октября 2007   | 3AKJ04      | 7.35                |
| Сьюзан Би за попытку освободить Сару и Элджея присылает Линку, в коробке отрезанную голову Сары. Майкл просит Линка попросить помощи у могильщика. Во время переговоров могильщика убивает Сьюзан Би. Из за «ломки» Махоуни видит мертвого Психа, просящего убить Майкла. Личеро назначает Ти Бэга новым наркоторговцем. Беллик рассказывает «королю» про план Майкла бежать из тюрьмы. Махоуни угрожает Майклу, что убьет его, если тот попытается его обмануть. Сукрэ становится новым могильщиком. |            |                                          |                   |                              |                  |             |                     |
| 49 | 5          | «Interference» «Помехи»                  | Карен Гавиола     | Карин Ашер                   | 22 октября 2007  | 3AKJ05      | 7.44                |
| Майкл, Уистлер и Махоуни продолжают работать над планом побега. Майкл достает бинокль и с его помощью следит за часовыми. Увидев блик от бинокля, охранники решают, что из тюрьмы за ними следят в оптический прицел оружия и врываются в тюрьму. Найдя в камере Майка бинокль, охранники запирают её вместе с частью плана побега. В тюрьме появляется новый заключённый — Тиг. Он называет Уистлера МакФаденом и утверждает, что видел его в 97-м в Ницце вместе с послом. Уистлер все отрицает. |            |                                          |                   |                              |                  |             |                     |
| 50 | 6          | «Photo Finish» «Фотофиниш»               | Кевин Хукс        | Сет Хоффман                  | 5 ноября 2007    | 3AKJ06      | 7.69                |
| Майкл не доверяет словам Уистлера, и интересуется у Тига, правду ли он сказал на счёт него. В тот же день Тига находят мёртвым с перерезанным горлом, и подозрения в его убийстве падают на Уистлера. Теодор хочет подставить Семи, правую руку Личеро, подкинув улику против него на место преступления. Майкл находит в камере Алекса окровавленный нож и с этой уликой идёт к Лечеро, но они не успевают схватить Алекса, так как его выпускают из Соны и депортируют в США в обмен на показания против президента Рейнольдс. Майкл узнаёт о смерти Сары и в отчаянии бросает вызов Уистлеру. |            |                                          |                   |                              |                  |             |                     |
| 51 | 7          | «Vamonos» «Уходим!»                      | Винсент Мисиано   | Зак Эстрин и Калинда Васкес  | 5 ноября 2007    | 3AKJ07      | 8.00                |
| Вызов Майклом Уистлера на драку был отвлекающим манёвром. В то время, как все заключённые собираются во дворе в ожидании боя, Майкл и Уистлер пытаются убежать, но это им не удается. Им приходится вернуться на ринг и вступить в бой. Охранники замечают лестницу у окна камеры Семи и врываются в тюрьму, наказывая за попытку побега человека из окружения Лечеро. Полковник выказывает недоверие Лечеро, и он, чувствуя, что его трон шатается, решает бежать вместе с Майклом. Линкольн совершает неудачную попытку освободить Эл-Джея. После неудачной попытки побега, Сьюзен приходит в тюрьму навестить Уистлер, и они решают перенести побег ещё на 4 дня. Слушанье по делу Махоуни постоянно откладывается и ему начинает казаться, что целью ФБР является он сам, а не заинтересованность в его показаниях. |            |                                          |                   |                              |                  |             |                     |
| 52 | 8          | «Bang & Burn» «Вжик! — и свободен»       | Бобби Рот         | Кристиан Троки и Ник Сантора | 12 ноября 2007   | 3AKJ08      | 7.18                |
| После провала плана побега, Компания приказывает Сьюзен избавиться от Майкла, Линкольна и Эл-Джея и штурмом освободить Уистлера из Соны. Догадавшись об этих планах, Майкл срывает их. Подозревая Майкла в двух неудачных побегах, новый начальник тюрьмы забирает его из «Соны». Находясь в неадекватном состоянии из-за наркотической зависимости, Махоуни проваливает своё слушанье и его оставляют в «Соне». |            |                                          |                   |                              |                  |             |                     |
| 53 | 9          | «Boxed In» «В клетке»                    | Крэйг Росс-мл.    | Карин Ашер                   | 14 января 2008   | 3AKJ09      | 7.87                |
| Генерал Завалья, новый начальник тюрьмы, давит на Майкла и тот признаётся во всём, что связано с Уистлером. Уистлер сдаёт Гретхен Морган (Сьюзен Би) генералу, он допрашивает её и, сдавшись, она соглашается отвезти их к месту, где держат Эл-Джея. Приведя генерала в ловушку, она вырывается из рук военных и убивает генерала. Бэгвел хочет руками невменяемого Махоуни покончить с Семи, чьё влияние в «Соне» постепенно возрастает. Линкольн и Сукре инсценируют ссору. Сукре начинает докладывать Сьюзен о каждом шаге Линкольна, ведя двойную игру. |            |                                          |                   |                              |                  |             |                     |
| 54 | 10         | «Dirt Nap» «Заживо погребённый»          | Майкл Свитцер     | Мэтт Олмстед и Сет Хоффман   | 21 января 2008   | 3AKJ10      | 7.81                |
| Семи устраивает переворот, занимает место Лечеро и устанавливает награду за поимку Майкла. Бэгвелл через Беллика предпринимает неудачную попытку покончить с Семи. Люди Семи находят тоннель, в котором скрывается Майкл. Заманив Семи в ловушку, Майкл осыпает на него тоннель, а Лечеро, разделавшись с остальными людьми Семи вновь возвращается к власти. Линкольн с помощью Сукре подбрасывает в машину Сьюзен взрывчатку. В это время Сьюзен сообщает Сукре, что она догадывается об их с Линкольном замысле и угрожает убить Марикруз. |            |                                          |                   |                              |                  |             |                     |
| 55 | 11         | «Under and Out» «Выход — внизу»          | Грег Яйтанс       | Зак Эстрин                   | 4 февраля 2008   | 3AKJ11      | 7.35                |
| Люди Компании захватывают Софию. Шантажируя Сукре, Сьюзен узнает про планы Линкольна. Из-за дождя Майкл переносит дату побега — теперь они должны выбраться как можно скорее, пока не обрушится тоннель. Бэгвелл, Лечеро и Беллик объединяются против Майкла с Уистлером и решают бежать первыми. Когда к побегу все готово, все замирают на своих позициях в ожидании, когда отключат свет. |            |                                          |                   |                              |                  |             |                     |
| 56 | 12         | «Hell or High Water» «Через тернии»      | Кевин Хукс        | Ник Сантора                  | 11 февраля 2008  | 3AKJ12      | 7.84                |
| Как только выключился свет, Бэгвелл, Лечеро и Беллик вышли на нейтральную полосу, но свет внезапно включился и их поймали. Лечеро ранили. Пока охранники считали людей и искали тоннель, остальные участники побега (Скофилд, МакГрэди, Махоун, Уистлер) успевают выбраться за пределы тюрьмы. Линкольн помогает беглецам скрыться, уплывая под водой с баллонами. Сукре арестовывают. Сукре отпускают, но тут же арестовывают снова, так как Ти-Бэг сдаёт его. Отец парня-баскетболиста приезжает за беглецами на лодке. Гретхен вычисляет, где они находятся, но они успевают оторваться. Братья, Уистлер и Махоуни приезжают на склад. Уистлер сбегает. |            |                                          |                   |                              |                  |             |                     |
| 57 | 13         | «The Art of the Deal» «Искусство обмена» | Нельсон Маккормик | Мэтт Олмстед и Сет Хоффман   | 18 февраля 2008  | 3AKJ13      | 7.40                |
| Майкл догоняет Уистлера. Майкл назначает встречу с Гретхен в людном месте, но не для обмена, а для того чтобы убедиться что София и Эл-Джей живы. Следующая встреча проходит в фойе музея античности, на входе которого стоят металлодетекторы. Обмен состоялся. При выходе Софию ранят. Сукре пытают чтобы выяснить где Майкл Скофилд и после этого сажают в «Сону». Там Ти-Бэг с помощью Лечеро и его подруги достает деньги, а затем убивает Лечеро, захватывая власть в «Соне». София сказала, что у неё дома под кроватью есть кое-что, связанное с Уистлером. Майкл решает добраться до Уистлера. |            |                                          |                   |                              |                  |             |                     |

### Сезон 4 (2008—2009)
| № общий | № в сезоне | Название                                   | Режиссёр               | Автор сценария | Дата премьеры    | Произв. код   | Зрители в США (млн) |
| --- | ---------- | ------------------------------------------ | ---------------------- | --- | ---------------- | ------------- | ------------------- |
| 58 | 1          | «Scylla» «Сцилла»                          | Кевин Хукс             | Мэтт Олмстед | 1 сентября 2008  | 4AKJ01        | 6.53                |
| Майкл следит за Уистлером, который с Гретхен и Махоуни приезжает на светский раут, чтобы встретиться с продавцом. Уистлер убивает продавца, забирает у него карту-ключ и копирует её. Гретхен под угрозой смерти признаётся, что Сара жива и сбежала. Уистлер просит Майкла о помощи в уничтожении Компании. Люди Компании убивают Уистлера, забирают оригинал «Сциллы» и начинают охоту на Майкла, Линка и Махоуни. ФБР предлагает Майклу найти «Сциллу» в обмен на свободу всем членам команды. Майкл встречается с Сарой. После покушения на них Майкл соглашается на сотрудничество с ФБР. Гретхен передает ключ-карту генералу. Генерал обвиняет Гретхен в том, что она провалила задание, так как карта всего лишь копия, а не оригинал. Генерал передает Гретхен в руки киллера. Ти-Бэг, сбежав из «Соны», по книге Уистлера направляется в Сан Диего. Но по дороге его обчищают его же сообщники и бросают полуживого в мексиканской пустыне. |            |                                            |                        | |                  |               |                     |
| 59 | 2          | «Breaking & Entering» «Взлом»              | Бобби Рот              | Зак Эстрин | 1 сентября 2008  | 4AKJ02        | 6.53                |
| Сара, Майкл, Сукре, Беллик, Махоуни и Линкольн работают под началом агента ФБР Дона Селфа в режиме строгой секретности. К команде присоединяется хакер Роланд Глен. Задание команды — достать «Сциллу». С помощью дистанционного устройства Роланда команде удается скопировать информацию с ключа-карты, но выясняется, что это всего лишь первая карта из шести, на которых находиться вся информации. Начинается охота за остальными пятью ключами. В этой же серии выясняется, что Гретхен жива. |            |                                            |                        | |                  |               |                     |
| 60 | 3          | «Shut Down» «Сбой»                         | Милан Сейлов           | Ник Сантора | 8 сентября 2008  | 4AKJ03        | 6.36                |
| Команда узнает о встрече всех хранителей «Сциллы». Киллер «Компании» пытает Брюса Беннета и узнаёт, где находится Сара. Правительство решает закрыть проект, а команду отправить в тюрьму. Сукре успевает предупредить Линка, и им удается скрыться. Майкл снимает на видео встречу хранителей «Сциллы», чтобы убедить ФБР продолжить операцию. Линкольн узнает подробности о гибели сына Махоуни и обещает свою помощь в поиске убийцы. |            |                                            |                        | |                  |               |                     |
| 61 | 4          | «Eagles & Angels» «Орлы и ангелы»          | Майкл Свитцер          | Карин Ашер | 15 сентября 2008 | 4AKJ04        | 5.79                |
| Команда замечает Ти-Бэга в городе. Линкольн пытается заставить его отдать книгу Уистлера, но Теодор сбегает. Генерал подозревает, что один из бывших людей Компании интересуется «Сциллой». Ти-Бэг, следуя указанием книги, приходит в здание «Гейт» и выдается себя за некого Коула Пфайфера. Команда во главе с Майклом добывает информацию о Лизе Табак, которая является одним из хранителей «Сциллы». На мероприятие «Орлы и ангелы», где присутствует Лиза, Линкольн, Майкл и Махоуни приходят под видом полицейских, где копируют вторую карту. Гретхен готовит план побега. У Майкла снова идет кровь из носа. Махоуни начинает собственные поиски убийцы сына. Киллер выходит на след Сары. |            |                                            |                        | |                  |               |                     |
| 62 | 5          | «Safe & Sound» «Сейф»                      | Карен Гавиола          | Сет Хоффман | 22 сентября 2008 | 4AKJ05        | 5.84                |
| Сара замечает киллера и сбегает от него. Команда проворачивает операцию по копированию третьей карты «Сциллы». Во время копирования карты Майкл слышит, как Генерал говорит о новом плане «Компании» в Лаосе. Гретхен сбегает из плена. Ти-Бэг находит скрытые рисунки в книге Уистлера. Ему наносит визит некий азиат и угрожает смертью, если Тедди не достанет ему «Сциллу». |            |                                            |                        | |                  |               |                     |
| 63 | 6          | «Blow Out» «Один за всех»                  | Брайан Спайсер         | Калинда Васкес | 29 сентября 2008 | 4AKJ06        | 5.28                |
| Команда копирует четвёртую карту «Сциллы» на ипподроме во время скачек. Но Махоуни попадает в лапы копов. Киллер находит Алекса в полицейском участке и следует за ним в зал суда. Команда спасает Махоуни прямо из зала суда вместе с его досье. У Ти-Бэга проблемы в офисе «Гейт»: один коллега подозревает его в финансовых махинациях и мошенничестве. Грэтхен приходит в дом к своей сестре и дочери, а затем приходит в «Гейт» и находит там Ти-Бэга вместо Уистлера. Линк беспокоится о здоровье брата. |            |                                            |                        | |                  |               |                     |
| 64 | 7          | «Five the Hard Way» «Подвиг»               | Гэрри А. Браун         | Кристиан Троки | 6 октября 2008   | 4AKJ07        | 5.37                |
| Гретхен объединяется с Ти-Бэгом для поисков «Сциллы». Генерал приказывает убить Дона Селфа. Линкольн, Роланд, Сукре и Сара едут в Вегас за пятой картой. В это время остальные участники команды во главе со Скофилдом едут на встречу с секретаршей в «Гейт» по поводу Бэгвела. Но это оказывается ловушкой — Майкл, Беллик и Тришейн попадают в плен к Ти-Бегу и Гретхен. Под угрозой расправы Майкл соглашается помочь им найти «Сциллу». Сукре по предложению «пятого хранителя» приходит к нему в комнату и благополучно копирует карту и получает предложение хорошо заработать. Линк рассказывает Саре о болезни, от которой умерла их мать. Селф приходит к Генералу и предупреждает его о возможных последствиях, если на него откроют охоту. В офисе «Гейт» Майкл находит люк в подвал в шкафу Тедди, где уже с помощью подоспевшего Алекса запирает Бэгвела. Роланда ловят в казино за мошенничество и отнимают устройство для скачивания информации. Гретхен предлагает Майклу сделку. |            |                                            |                        | |                  |               |                     |
| 65 | 8          | «The Price» «Цена»                         | Бобби Рот              | Грэм Роланд | 20 октября 2008  | 4AKJ08        | 5.45                |
| Команда решает протаранить на полном ходу машину генерала, усыпить его и скачать информацию с шестой, последней карты на ноутбук. Но Роланд выходит на связь с киллером и, преследуя личные цели, сдает ему план братьев. Киллер ранит Сукре. Киллер догадывается, что цель братьев не убить генерала, а что-то другое. Генерал принимает решение перевести «Сциллу» в бункер в другой штат. Роланд выдает местонахождение команды киллеру. Киллер убивает Роланда, но сам попадает в плен. В офисе «Гейт» появляется мистер Фэн (парень, который угрожал Ти-Бэгу, требуя принести ему Сциллу). Гретхен узнает в нём своего давнего партнера и обещает достать «Сциллу» за 125 миллионов. Гретхен обещает 25 миллионов Ти-Бегу. Она также говорит, что «Сцилла» это нечто большее, чем просто чёрный список «Компании». Ти-Бэг ищет партнера в лице Тришейн против Гретхен. Они разрабатывают план, как достать отпечаток Гретхен на случай, если она вздумает удрать с долей Ти-Бега. Гретхен приглашает на встречу Сару, чтобы выяснить отношения. Сара сначала отказывается, но потом приходит. Она отказывается избить Гретхен, но обещает ей отомстить после завершения дела. |            |                                            |                        | |                  |               |                     |
| 66 | 9          | «Greatness Achieved» «Достижение величия»  | Джесси Бочко           | Ник Сантора | 3 ноября 2008    | 4AKJ09        | 5.23                |
| Линк пытается заставить киллера позвонить генералу и сообщить о смерти братьев. Путем обмана они записывают нужные слова и звонят генералу. Махоуни удовлетворяет свою жажду мести и убивает киллера. С помощью карты из книги Уистлера Майкл понимает, что люк в подсобке кабинета Тедди ведет в тоннель, который в конечном счете приведет их в здание Компании к «Сцилле». В офисе «Гейт» появляются служители закона, расследующие исчезновение одного из сотрудников, который копал под Тедди и погиб от рук Гретхен. Тэдди приходиться крутиться между следователем, владельцем компании, шумом из люка и толпой народа, выходящей из его подсобки. Тедди убеждает мистера Уайта избавиться от полиции, так как если выяснится, что в отчётах по продажам ошибки, то у них будут неприятности с налоговой службой. Состояние Майкла резко ухудшается. Бред Беллик погибает в потоке воды, успев помочь ребятам протолкнуть трубу. |            |                                            |                        | |                  |               |                     |
| 67 | 10         | «The Legend» «Легенда»                     | Дуайт А. Литтл         | Карин Ашер | 10 ноября 2008   | 4AKJ10        | 5.38                |
| Команда подавлена смертью Белика и заставляет Селфа передать тело матери Бреда. Лиза готовит «Сциллу» к перевозке. Генерал требует привлечь к транспортировке Девида Бейкера — разработчика «Сциллы». Майкл получает оставшиеся листки карты из книги Уистлера и расшифровывает имя создателя Сциллы. Махоуни отправляется к Бейкеру, но того перехватывает Компания. Жена Бейкера передает Алексу листок с символьными обозначениями, которые помогут обойти систему защиты помещения, где хранится «Сцилла». Майкл теряет сознание. Сара везет его в больницу. Там ему делают обследование и находят опухоль мозга, которую необходимо срочно оперировать. Тришейн находит личное дело Гретхен и в разговоре с Ти-Бэгом случайно произносит имя Джеймса Уистлера, чем настораживает Теодора. Ти-Бэг запрашивает её резюме и звонит по указанному в папке номеру. Трубку берет Селф. Ти-Бэг понимает, что Тришейн не та, за кого себя выдает. Сукре с Линкольном исследуют последний этап тоннеля и попадают в ловушку — Сукре наступает на мину. Алекс успевает вовремя и отключает мину. |            |                                            |                        | |                  |               |                     |
| 68 | 11         | «Quiet Riot» «Тихий бунт»                  | Кевин Хукс             | Сет Хоффман | 17 ноября 2008   | 4AKJ11        | 5.52                |
| Гретхен с Ти-Бэгом предпринимает свою попытку заполучить карту генерала и назначает ему интимную встречу, но Кранц раскрывает их план. Он отпускает Гретхен живой ради их прошлой любви и общей дочери. Ти-Бэг раздражен тем, что рушится его новая жизнь Коула Пфайффера с личным кабинетом, стабильной зарплатой и обращением «сэр». Но им с Гретхен необходимо избавиться от Тришейн и Селфа, которых они подставляют Фенгу. Братья, Сукре и Махоуни работают на последнем рубеже к «Сцилле». Гретхен и Ти-Бэг ждут Скофилда и К° в кабинете Тедди, надеясь отобрать у них «Сциллу». Срабатывает сигнализация, и генерал с двумя охранниками спускается в подвал. |            |                                            |                        | |                  |               |                     |
| 69 | 12         | «Selfless» «Самоотверженный»               | Майкл Свитцер          | Калинда Васкес | 24 ноября 2008   | 4AKJ12        | 5.25                |
| Шантажируя генерала Лизой, команда покидает здание Компании с «Сциллой». Благодаря хитрости Майкла охрана всё же упускает их. Грэтхен и Ти-Бэг, не дождавшись команды в «Гейт», захватывают заложников. Тришейн и Селф разбираются с Фенгом и его дружками. Тришейн спешит на помощь заложникам в «Гейт». Гретхен и Ти-Бэг открывают стрельбу и скрываются. Тришайн удается захватить Ти-Бэга. «Сцилла» передана Селфу. В ходе ожидания оформления о полном освобождении и скорой для Майкла главные герои понимают, что Селф их кинул. Селф убивает Тришейн на глазах Ти-Бэга. |            |                                            |                        | |                  |               |                     |
| 70 | 13         | «Deal or No Deal» «Сделка»                 | Бобби Рот              | Кристиан Троки | 1 декабря 2008   | 4AKJ13        | 5.84                |
| Дон объединяется с Бэгвелом и берет в заложники сестру и дочь Гретхен, и заставляет её найти нового покупателя на «Сцилу». Скофилд решает позвонить Хербу Стентаду в МВД, но в самый последний момент сбросил трубку. Майкл назначает встречу Гретхен, но на встречу приезжают агенты МВД и захватывают Бероуза. Херб предлагает сделку Майклу, чтоб тот дал показания против Селфа, но передумав решает убить братьев. Во время продажи Дон Селф узнает, что Майк не отдал одну часть «Сциллы» — B.O.G |            |                                            |                        | |                  |               |                     |
| 71 | 14         | «Just Business» «Просто бизнес»            | Марк Хелфрич           | Грэм Роланд | 8 декабря 2008   | 4AKJ14        | 5.40                |
| Майкл, Фернандо, Сара и Линк устраивают охоту на Гретхен и Дона и у них получается вернуть «Сциллу», но попытавшись скрыться, Скофилд падает в обморок. Селф забирает «Сциллу» и вместе с Гретхен уезжает от подоспевших агентов Компании. Которые забирают Майкла и отвозят в здание Компании. При передаче «Сциллы» Дон убивает посредников. Генерал предлагает Линкольну жизнь Скофилда в обмен на «Сциллу» — B.O.G |            |                                            |                        | |                  |               |                     |
| 72 | 15         | «Going Under» «Погружение»                 | Карен Гавиола          | Зак Эстрин | 15 декабря 2008  | 4AKJ15        | 5.37                |
| В здании Компании Майклу делают обследования и готовят к операции на мозге. Генерал обещает ему жизнь, если Линкольн вернет «Сциллу». Генерал дает Линкольну какое-то досье. Под пытками Ти-Бег признается Линкольну, что у него встреча с Гретхен на причале Арлингтон в три. Селф и Гретхен ждут покупателя на причале. Махоуни везут в машине в тюрьму. Алекс требует выпустить его в туалет. После недолгих уговоров Ленг и её начальник соглашаются и предупреждают его: если он побежит, то они имеют право стрелять ему прямо в голову. Операционная. Врач рассказывает о ходе операции Саре. Майкл в это время вспоминает своё пребывание в Фокс Ривер. Внезапно он оказывается в своей камере, и в ней же оказывается Чарльз Вестморленд. Они беседуют, и Чарльз сообщает, что Майкл ещё не умер, Майкл хочет узнать, зачем же он здесь. Агенты проверяют помещение туалета и дают Алексу 15 секунд — он выходит, и мы видим, что от одной из раковин оторвана сливная труба. Выходя, Алекс упрекает Ленг в том, что она должна была ему поверить. Врач говорит Майклу, что они готовы начать удалять опухоль, для этого им нужно, чтобы он начал медленно читать алфавит. Майкл начинает читать и снова оказывается в камере с Чарльзом. Он извиняется перед ним, но тот говорит, что всё решат высшие силы. Майкл продолжает говорить, что ему тяжело поверить в то, что они проиграли и когда он поворачивается, перед ним на стене камеры появляются все заметки и бумаги, которые он готовил перед тем, как сесть в Фокс Ривер. Чарльз говорит Майклу, что у Майкла есть ответы на все вопросы. Сукре и Линкольн едут на причал, чтобы успеть встретить Селфа и Гретхен. Те все ещё ждут покупателя. Гретхен просит Селфа показать ей телефон покупателя, но тот отказывается. Внезапно звонит Рита. Она сообщает Гретхен, что Ти-Бэг отпустил их, и потом его забрали двое мужчин. Также Рита просит Гретхен оставить их с дочерью и больше не приезжать. После разговора Гретхен сообщает Селфу, что Компания уже наверняка знает, где происходит обмен, раз они забрали Ти-Бэга. |            |                                            |                        | |                  |               |                     |
| 73 | 16         | «The Sunshine State» «Солнечный штат»      | Кевин Хукс             | Мэтт Олмстед и Николас Вуттон                                                                                                 | 22 декабря 2008  | 4AKJ16        | 4.98                |
| Майкл просыпается в загородном доме. К нему приходит психиатр, цель которого заставить Майкла работать на Компанию. Из бесед Майкл узнает, что его мать жива и уже много лет работает на Компанию. Вербовка не получается и генерал приказывает применить к Скофилду химические препараты (типа химической лоботомии). Сару выманивают смской на встречу, а потом похищают. Лиза, дочь генерала, рассказывает Саре, где прячут Майкла и советует ей поспешить со спасением. Ти-Бег информирует генерала, что Сара отправилась за Майклом. Майклу удается сбежать из загородного дома. Линкольн, Гретхен, Селф и Ти-Бэг приезжают в Майами за «Сциллой». Они безуспешно пытаются выйти на след посредника. Гретхен считает, что это кто-то «из своих». В команду возвращается Махоуни. Гретхен находит посредника. В результате перестрелки посредник погибает, а Гретхен ранена. Жива остается только при заступничестве Ти-Бэга. Линкольн отвечает на звонок телефона, который он забрал у убитого посредника. На том конце провода мать братьев. |            |                                            |                        | |                  |               |                     |
| 74 | 17         | «The Mother Lode» «Весь в маму»            | Джонатан Гласснер      | Сет Хоффман | 17 апреля 2009   | 4AKJ17        | 3.34                |
| Линкольн, Селф, Махоуни и Ти-Бэг получают пакеты с фотографиями своих родных от генерала в качестве «стимулирующего инструмента». Кранц сообщает Линку, что к поискам «Сциллы» подключился и Майкл, и если его найдут, то будут стрелять на поражение. Сара и Майкл в бегах. За ними идет охота. Линк отказывается принимать сторону Майкла и продолжает поиски «Сциллы» для генерала, веря что тот сдержит слово и все получать свободу. Майкл и Сара, скрываясь от преследователей, направляются в фуре в Майами. Фуру перехватывает человек Кристины. Махоуни находит базу данных ключей с адресами. Им удается установить два адреса. По одному адресу отправляются Селф и Теодор, а по другому — Линк и Махоуни. В особняке Барроуз находит фото своей беременной матери с маленьким Линком. Махоуни предполагает, что скорее всего мать Линка как раз и является покупателем «Сциллы». Фото является зашифрованным посланием, и Линк отправляется на встречу с матерью. Кристина хочет встать во главе Компании и просит Линка прекратить поиски и дать ей два дня на решение всех проблем. По второму адресу команда находит ящик с оружием и пропуска на энергетическую конференцию. Орэн (один из хранителей карты) взрывает Кранца в его же машине. Но попытка оказывается неудачной и Кристина приказывает убрать и Орэна. Кранц выходит на связь с Кристиной и подозревает её в измене. Кристина приказывает убрать Линкольна. |            |                                            |                        | |                  |               |                     |
| 75 | 18         | «VS.» «Противостояние»                     | Дуайт А. Литтл         | Кристиан Троки и Калинда Васкес                                                                                               | 24 апреля 2009   | 4AKJ18        | 3.06                |
| Снайпер целится в Линкольна, но теряет его из виду. Селф, стоящий на той же улице, смотрит в бинокль, и замечает снайпера, о чём сообщает Махоуни. Алекс взбирается на крышу здания, где сидит снайпер. Завязывается перестрелка, снайпер убегает от Махоуни вниз по лестнице, но внизу его уже ждет Линкольн. Он спрашивает у снайпера, где Кристина, а тот, пользуясь моментом, ранит Линка ножом в руку. Снайпер пытается убежать, но его сбивает машина. Махоуни забирает у него телефон, и они все вместе скрываются в машине, на которой подъехал Ти-Бэг. Сара с Майклом приезжают в Майами — они заходят в квартиру подруги Сары, с которой они вместе учились. Она рассказывает, что здесь можно некоторое время переждать, так как подруга вместе с семьей переезжает сюда только на время отпуска. Сара заходит в ванну и находит в шкафчике с лекарствами тест на беременность. Офис генерала Кранца. К генералу заходит Стюарт (один из хранителей карты). Кранц сообщает ему, что кто-то готовит смену власти и пытается настроить хранителей карт против него. Он говорит, что были обнаружены звонки с мобильного Стюарта на чужой номер и спрашивает, кто взял «Сциллу». Стюарт не признается, и помощник Кранца валит Стюарта на пол и душит. Майами, номер отеля. Махоуни находит в телефоне снайпера звонки на неизвестные номера, узнать которые может только Компания. Ти-Бэг предлагает Линкольну встретиться с его матерью. Линк не успевает ответить, ему звонит Кранц. Линк рассказывает тому про снайпера и говорит, что они его убили. Кранц злится и требует ответа о том, у кого «Сцилла», сегодня же. Ти-Бэг острит по поводу матери Линка, тот взрывается. Махоуни успокаивает всех и говорит, что если они скажут, у кого «Сцилла», Генерал может им помочь, а может и усомниться в том, что они ему нужны, значит им надо работать вместе и держать рот на замке. Квартира в Майами. Майкл показывает Саре записку, вытащенную из бумажника убитого им в заброшенном здании человека, который их выслеживал. На ней были координаты их местонахождения, но ещё инициалы, которые Майкл понять не смог. Сара вызывается помочь ему. Майкл высказывает опасения по поводу того, что Линкольн может их опередить. На записке есть инициалы «В. С.». Мы видим, что они принадлежат мужчине, у которого портфель с этими же инициалами. Его лицо нам пока, что не показывают. Кристина собирается у зеркала, когда её помощник сообщает ей, что Линкольн скрылся. Она говорит ему, что завтра свершится событие, которое по значимости очень велико и никто не в силах будет ей помешать. |            |                                            |                        | |                  |               |                     |
| 76 | 19         | «S.O.B.» «Сукины дети»                     | Гэрри А. Браун         | Карин Ашер | 1 мая 2009       | 4AKJ19        | 3.20                |
| Сара беременна. Линкольн, Махоуни и Селф взяли в аэропорту Винсента Сандинского. Майкл и Сара взяли Кристину в заложники. Кристина рассказывает историю семьи. Генерал допрашивает Сандинского, после чего Ти-Бэг его убивает. Сына премьер-министра Индии убивают на конференции. Линкольна и команду подставляют. |            |                                            |                        | |                  |               |                     |
| 77 | 20         | «Cowboys & Indians» «Казаки-разбойники»    | Милан Чейлов           | Ник Сантора | 8 мая 2009       | 4AKJ20        | 2.99                |
| Майкл с Линком пытаются уйти из отеля, где был убит сын премьер-министра Индии. Полиция преследует их по пятам. Сам премьер хочет мести и соглашается на сделку с Кристиной. Генерал приказывает убить жену Селфа, из-за проваленной операции. Селф прыгает в воду, так как уже всё потеряно. Кристина снимает $10 000 в банке со счёта в Люксембурге, куда перевёл деньги Премьер Индии. Майкл с Линком и Махоуни инсценируют ограбление банка, в котором Кристина сняла деньги и забирают у неё сциллу. Бэгвелл берёт Сару в заложники по приказу генерала, Кристина в это время в перестрелке, забирает Линка в заложники. Майклу нужно сделать выбор жизнь Линка или беременной Сары. |            |                                            |                        | |                  |               |                     |
| 78 | 21         | «Rate of Exchange» «Цена вопроса»          | Бобби Рот              | Зак Эстрин | 15 мая 2009      | 4AKJ21        | 3.32                |
| Майкл придумывает план спасения обоих. Селфа допрашивают в больнице. Генерал не собирался отпускать Майкла с Сарой. Кристина не собиралась отпускать Линка. Махоуни идёт на фальшивую сделку с Кристиной по плану Майкла, чтобы спасти Линка. Майкл оставляет пустой кейс генералу, а сам вручную по балконам спасает Сару. Си-Ноут находит Сукре и предлагает помощь от лица Келлермана. Он так же хочет помочь Майклу, Линку и Махоуну. |            |                                            |                        | |                  |               |                     |
| 79 | 22         | «Killing Your Number» «Кто-то должен уйти» | Кевин Хукс             | Мэтт Олмстед и Николас Вуттон                                                                                                 | 15 мая 2009      | 4AKJ22        | 3.32                |
| Вся оставшаяся команда вместе с Полом подписывает документы на освобождение. В конце Линк, Сукре, Махоуни, Сара и сын Майкла и Сары встречаются у могилы Майкла, чтобы в последний раз попрощаться с человеком, который на протяжении всего побега пытался помочь всем и каждому. |            |                                            |                        | |                  |               |                     |
| 8081 | 2324       | «The Final Break» «Финальный побег»        | Брэд Тёрнер Кевин Хукс | История: Кристиан Троки Телесценарий: Ник Сантора и Сет Хоффман История: Калинда Васкес Телесценарий: Зак Эстрин и Карин Ашер | 27 мая 2009 (UK) | 4AKJ23 4AKJ24 | N/A                 |
| Начинается со свадьбы на берегу. Линк: «ты должен это сделать». Майкл: «сейчас или никогда». Как будто речь идёт о побеге. Венчание на берегу, свадьба с латиноамериканской музыкой, Сукре танцует с Сарой. Вой сирен, приезжает полиция, забирает Сару за убийство Кристины. Её не могут оправдать, так как на камерах наблюдения снята только стреляющая Сара. Сару помещают в женское отделение тюрьмы, в мужском находятся Кранц и Ти-Бэг. В тюрьме Саре предлагают вступить в семью во главе с заключённой по кличке «Папаша». Сара отказывается. Охранница предлагает Саре поселиться в другом отсеке. Сара идет за ней, на неё нападают охранницы. Сару жестоко избивают за то, что она оставила открытой дверь в медицинский кабинет в тюрьме Фокс Ривер, в результате чего 8 заключенных сбежало, а полдюжины охранников из-за этого лишилась работы и пенсионных накоплений, другие же находятся на испытательном сроке. Ти-Бэг видит фото Сары в газете, приносит газету Генералу. Генерал хочет убить Сару в отместку Майклу, за то, что тот «посадил» его. Решают приготовить 100 000$ за убийство, нанимают Гретхен. Гретхен встречается с Сарой, предлагает защиту, зная, что Майкл Сару здесь не оставит и собираясь бежать с ней. Саре подсыпают яд в еду, она просится в медотсек, врач даёт ей лекарство. Рассказывает, что когда придёт время, стимулируют роды, ребенка отнимут, а её вернут обратно. Она увидит ребенка на полчаса. Майкл узнает о попытке отравления, приходит к Генералу, предлагает свою жизнь в обмен на жизнь Сары. Генерал отказывает, он не хочет, чтобы Майкл умер «легко», а хочет, чтобы мучился от потери. Майкл умоляет начальницу тюрьмы перевести Сару в безопасное отделение. У него идет кровь. Лэнг пытается оправдать Махоун, чтобы ему вернули служебный значок. Агент предлагает Махоун шпионить за Майклом, Линком и Сукре. Майкл, Линк и Сукре разрабатывают план побега. В основе лежит неучтенное пространство тюремного двора при проведении ремонта, который был проведён несколько лет назад, это единственная зона, которая не охватывается камерами. Сукре и Линк вымеряют и фотографируют параметры тюрьмы, копаясь в якобы заглохшей машине. Майкл идет в клинику. Сара подвергается нападками заключённых, «Папаша» заступается за неё. Гретхен видит Сукре и Линка недалеко от ограды и убеждается, что для Сары готовится побег. Сара просит «Папашу» принять её в семью, ей ставят клеймо на плечо. Махоун рассказывает ребятам, что его наняли следить за ними и предлагает свою помощь. Майкл пишет «ребусное» письмо Саре, которое, если сложить цветком, дает время и место побега. Охранницы делают обыск, находят у «Папаши» подброшенные наркотики, забирают её, Сара остаётся одна. Майкл получает свидание с Сарой, выясняет, что она поняла то, что было в письме, разговор слушают агент и начальница тюрьмы. План Майкла проваливается, так как Махоун донёс агенту, и тот нашёл те самые фото, которые делали Сукре и Линк. Выбора нет: решают привлечь Ти-Бэга, обещая крупную сумму. Деньги крадут у человека Генерала, те, что приготовлены за убийство Сары. Гретхен находит письмо, складывает его, видит закодированное послание, приказывает Саре взять её с собой. Она хочет успеть на день рождения своей дочери. Команда разрабатывает новый план, подробности которого знает и Махоун. Майкл получает свидание с Сарой, сообщает ей, что вечером побег. Ти-Бэг должен устроить пожар в своей камере, Саре надо идти в часовню, там Майкл должен её встретить и вывести, а Линк, Сукре и Махоун должны ждать с машиной. На Сару нападают, Гретхен защищает её, убивает нападавшую с ножом. Майкл передает Махоун видеодиск и бумаги, просит, чтобы он позаботился о Саре и Линке, переправив их в Коста-Рику. План таков: Майкл должен ночью прыгнуть с парашютом как раз возле часовни и вывести Сару. Махоун достаёт пилота и маленький самолёт и рассказывает о плане агенту. Когда Майкл идёт в магазин спортивных товаров покупать парашют, Махоун предлагает ему немного изменить план. Агент связывается с начальницей тюрьмы, и та вызывает Сару к себе, так как знает, что готовится побег. В женской столовой вспыхивает большая драка. Сара и Гретхен с боем прорываются на кухню и прячутся. Агент доставляет к месту побега спецназ. С неба летит парашют, по нему стреляют, сбивают, но вместо Майкла — манекен. Майкл, пользуясь минутой, за спинами у спецназовцев пробирается во двор тюрьмы. Сара и Гретхен выбираются из кухни во двор, Гретхен ранена. Сара успевает уйти из поля видимости охранников, а Гретхен ловят, но она не выдаёт Сару. Сукре тем временем должен положить на счёт Ти-Бэга деньги, но не успевает — банк закрыт. Ти-Бэг звонит в банк и проверяет состояние счёта, но обещанных денег нет. Тедди решает всё рассказать тюремщикам. Потом становится известно, что деньги он хотел положить на счёт Саре, в Панаме. Сара попала в часовню, но пожара, который должен был устроить Ти-Бэг, нет. тюрьма оцеплена. Майкл пробирается в часовню. Агент и спецназовцы идут по пятам за Майклом и Сарой. Но план срывается, дверь наружу открыть невозможно. Но Майкл заранее, думая о плане, знал, что нужно вырубить трансформатор с напряжением 1200 вольт. Теперь необходимо соединить эти провода вручную, чтобы устроить взрыв. Сара понимает, что собирается сделать Майкл и говорит, что не уйдёт одна. Майкл кладет ей ладонь на живот и говорит, что он уходит вместе с ней. Майкл приказывает ей открыть дверь и бежать, когда будет взрыв. Соединяет провода. Раздается взрыв. Сара выбирается во двор. Её встречают ребята. Ждут Майкла, он не появляется. Они понимают, что он не выйдет и уезжают. Махоун передаёт диск Линку, бумаги Саре. Это результаты обследования — опухоль Майкла прогрессирует, и жить ему недолго. Сара и Линк смотрят видео, записанное для них Майклом. Пара минут, прощание, последнее «люблю» Саре, ребёнку, Линку. Последние слова: Мы свободны. |            |                                            |                        | |                  |               |                     |

### Сезон 5 (2017)
| № общий | № в сезоне | Название                                        | Режиссёр          | Автор сценария                 | Дата премьеры  | Произв. код | Зрители в США (млн) |
| --- | ---------- | ----------------------------------------------- | ----------------- | ------------------------------ | -------------- | ----------- | ------------------- |
| 82 | 1          | «Ogygia» «Огигия»                               | Нельсон Маккормик | Пол Шойринг                    | 4 апреля 2017  | 1AZM01      | 3.83                |
| Спустя семь лет после смерти Майкла все продолжают жить своей жизнью: Сара снова вышла замуж и растит сына Майкла, Линкольн опять ввязался в бандитские разборки. Между тем Ти-Бэг выходит из тюрьмы и получает загадочное письмо с фотографией Скофилда, которое затем передаёт его брату. Расшифровав послание, Линкольн убеждается, что младший брат жив, и искать его следует в тюрьме Йемена.                                                                                                   |            |                                                 |                   |                                |                |             |                     |
| 83 | 2          | «Kaniel Outis» «Каниэль Аутис»                  | Майя Врвило       | Пол Шойринг                    | 11 апреля 2017 | 1AZM02      | 3.18                |
| Линкольн хочет вытащить брата из тюрьмы. Получив от него записку с просьбой найти «шейха света», он вместе с Си-Ноутом и Шебой едет на территорию, захваченную террористами. В это время Сара приходит в госдепартамент, где встречает старого знакомого Пола Келлермана. В это время в Огигии Майкл вместе с напарником пытается организовать побег. |            |                                                 |                   |                                |                |             |                     |
| 84 | 3          | «The Liar» «Лжец»                               | Майя Врвило       | Джош Голдин и Рэйчел Абрамовиц | 18 апреля 2017 | 1AZM03      | 2.44                |
| Ти-Бэг подстерегает Сару и предупреждает её, что два приспешника Посейдона, Ван Гог и A&W, могут следить за ней. Тем временем Линкольн пытается вернуть свой конфискованный паспорт, чтобы сбежать из Йемена, а Майкл планирует свой следующий шаг. |            |                                                 |                   |                                |                |             |                     |
| 85 | 4          | «The Prisoner’s Dilemma» «Дилемма заключённого» | Гай Ферленд       | Майкл Хоровиц                  | 25 апреля 2017 | 1AZM04      | 2.75                |
| Майкл, Кнут и Йа совершают последнюю попытку побега из Огигии. Но для того, чтобы сделать это, им придётся заключить сделку с самим дьяволом. Линкольн спешит как может в помощи с побегом. Ти-Бэг встречается с Келлерманом для выяснения информации о возвращении Майкла. |            |                                                 |                   |                                |                |             |                     |
| 86 | 5          | «Contingency» «Непредвиденные обстоятельства»   | Гай Ферленд       | Вон Уилмотт                    | 2 мая 2017     | 1AZM05      | 2.35                |
| Линкольн расстраивается всё больше по мере того, как узнаёт о том, что на самом деле произошло с Майклом. Си-Ноут придумывает новый план эвакуации, но боится не успеть из-за Циклопа. Между тем, Сара сопротивляется мыслям о том, что Майкл может быть жив. |            |                                                 |                   |                                |                |             |                     |
| 87 | 6          | «Phaeacia» «Феакия»                             | Кевин Танчароен   | Майкл Хоровиц                  | 9 мая 2017     | 1AZM06      | 2.37                |
| Линкольн, Майкл и его товарищи из Огигии пробираются по пустыне, преследуемые Циклопом. A&W и Ван Гог также стремятся найти беглецов, что приводит их в Грейсленд. |            |                                                 |                   |                                |                |             |                     |
| 88 | 7          | «Wine Dark Sea» «Тёмно-винное море»             | Кевин Танчароен   | Вон Уилмотт                    | 16 мая 2017    | 1AZM07      | 2.41                |
| Сара начинает опасаться за безопасность своей семьи, когда она узнает настоящую причину, по которой Майкл фальсифицировал свою собственную смерть. Тем временем Майкл и Линкольн продолжают пытаться найти путь домой с помощью Сукре. Также в новом эпизоде раскрывается настоящая личность Посейдона. |            |                                                 |                   |                                |                |             |                     |
| 89 | 8          | «Progeny» «Потомство»                           | Нельсон Маккормик | Майкл Хоровиц                  | 23 мая 2017    | 1AZM08      | 1.90                |
| Когда Саре и её сыну угрожает опасность, Майкл и Линкольн просят у Шебы и Си-Ноута помощи в поимке Посейдона. Тем временем у Кнут другая миссия, а Ти-Бэг раскрывает некую тайну. |            |                                                 |                   |                                |                |             |                     |
| 90 | 9          | «Behind the Eyes» «То, что скрыто за глазами»   | Нельсон Маккормик | Пол Шойринг                    | 30 мая 2017    | 1AZM09      | 2.30                |
| Майкл и Линкольн приезжают к дому, где живёт Сара и Джейкоб. Саре удаётся сбежать, но её сын попадает в руки Джейкоба. В то же время в Линкольна стреляют наркоторговцы, и он попадает в больницу. Майкл решает прибегнуть к помощи Ти-Бэга, и все вместе они организуют ловушку для Джейкоба. Майкл предоставляет улики, подтверждающие, что именно Джейкоб убил Харлена Гейнса, и Джейкоба сажают в тюрьму, где он оказывается в одной камере с Ти-Бэгом, сына которого недавно убили по его вине. |            |                                                 |                   |                                |                |             |                     |

## Специальные эпизоды
| № | Название                               | Рассказчик    | Дата премьеры    |
| --- | -------------------------------------- | ------------- | ---------------- |
| 1 | «Behind the Walls» «За стенами»        | Марк Томпсон  | 11 октября 2005  |
| Подведение итогов первых семи эпизодов, включая закулисную съёмку и интервью с актёрами. Также подана вводная информация о главных героях. |                                        |               |                  |
| 2 | «The Road to Freedom» «Путь к свободе» | Джон Лидер    | 8 января 2007    |
| Второй специальный эпизод, длится около 23 минут. Показан до 14-го эпизода, содержит обзор оставшихся серий, а также интервью с Вентвортом Миллером, Домиником Пёрселлом, Сарой Уэйн Кэллис, Уильямом Фихтнером, Уэйдом Уильямсом, Полом Адельштейном, Робертом Неппером и Сайласом Уэйром Митчеллом. |                                        |               |                  |
| 3 | «Access All Areas» «Полный доступ»     | Аманда Байрэм | 23 сентября 2007 |
| Третий специальный эпизод, показанный на Sky One в Великобритании. На сей раз подводится итог начала третьего сезона, включая закулисную съёмку и интервью с актёрами. |                                        |               |                  |